# Englisch-Portugiesische Allianz von 1373
Die Englisch-Portugiesische Allianz von 1373 wurde am 16. Juni 1373 zwischen König Eduard III. von England und König Ferdinand I. und Königin Leonore von Portugal vertraglich vereinbart. Sie stellt eine Vereinbarung „immerwährender Freundschaft, Einheit [und] Gemeinschaft“ zwischen den beiden seefahrenden Nationen dar und begründete die älteste, ununterbrochene und weiterhin bestehende Freundschaftsvereinbarung zwischen zwei Staaten.

## Text
Die Vereinbarung ist in lateinischer Sprache abgefasst. Ein bekannter Passus des Vertrags lautet:

„dass zwischen den jeweiligen Königen und ihren Nachfolgern, ihren Reichen, Ländern, Herrschaften, Provinzen, Vasallen und Untertanen, die ihnen treu gehorchen, wahre, treue, beständige, gegenseitige und immerwährende Freundschaften, Bündnisse, Allianzen und Bündnisse aufrichtiger Zuneigung bestehen sollen; und dass sie als wahre und treue Fürsten fortan wechselseitig Freunde für Freunde und Feinde für Feinde sein und sich gegenseitig zu Wasser und zu Lande gegen alle lebenden und sterbenden Menschen, gleich welchen Grades, Standes, Ranges oder Standes sie sein mögen, und gegen ihre Länder, Reiche und Herrschaften beistehen, unterhalten und unterstützen werden.“

## Bedeutung
Die Allianz wurde im Lauf der Jahrhunderte mehrfach erneuert; so mit den Verträgen von 1386 (Vertrag von Windsor), 1643, 1654, 1660, 1661, 1703 (Methuenvertrag), 1815 und 1899 (Geheimvertrag von Windsor). Sie war Grundlage der Schiedsverträge zwischen Großbritannien und Portugal von 1904 und 1914.
Während der Iberischen Union von 1580 bis 1640, als die Monarchien von Spanien und Portugal eine dynastische Union bildeten, war der Vertrag vorübergehend unwirksam. Mit der Wiederherstellung der Unabhängigkeit Portugals lebte das Bündnis jedoch wieder auf und erreichte während der napoleonischen Kriege einen neuen Höhepunkt, als die Briten ihren besten General, den Herzog von Wellington, schickten, um erfolgreich gegen die Armeen Napoleons zu kämpfen.

### Zweiter Weltkrieg
Die Allianz wurde während des Zweiten Weltkriegs wieder bedeutsam. Die Portugiesen blieben im Einvernehmen mit Großbritannien, das den Krieg nicht auf die Iberische Halbinsel tragen wollte, neutral. 1943 erreichte Winston Churchill nach dreimonatigen Verhandlungen mit der Regierung Portugals die Nutzungsrechte der Flugplätze auf den portugiesischen Azoren und der Einrichtungen der Marine, was sich in der Atlantikschlacht als wichtig erwies.
Premierminister Churchill führte dazu im Unterhaus aus:

„«I have an announcement», I said, «to make to the House arising out of the treaty signed between this country and Portugal in the year 1373 between His Majesty King Edward III and King Ferdinand and Queen Eleanor of Portugal.» I spoke in a level voice, and made a pause to allow the House to take in the date, 1373. As this soaked in there was something like a gasp. I do not suppose any such continuity of relations between two Powers has ever been, or will ever be, set forth in the ordinary day-to-day work of British diplomacy.“

„«Ich habe dem Haus eine Mitteilung zu machen», sagte ich, «die sich aus dem Vertrag ergibt, der zwischen diesem Land und Portugal im Jahre 1373 zwischen Seiner Majestät König Edward III. und König Ferdinand und Königin Eleonore von Portugal unterzeichnet wurde.» Ich sprach mit ruhiger Stimme und machte eine Pause, um dem Haus die Möglichkeit zu geben, das Datum 1373 zu verarbeiten. Als dies verinnerlicht war, gab es so etwas wie einen Aufschrei. Ich glaube nicht, dass eine solche Kontinuität der Beziehungen zwischen zwei Mächten jemals in der alltäglichen Arbeit der britischen Diplomatie dargelegt worden ist oder jemals dargelegt werden wird.“

### Falklandkrieg
Zu Beginn des Falklandkriegs im Jahr 1982 erhielt Großbritannien im Bemühen, breite diplomatische Unterstützung gegen die Besetzung der Inselgruppe durch Argentinien zu finden, die Unterstützung Portugals auf der Basis der Allianz aus dem 14. Jahrhundert.
Der britische Geschäftsträger in Lissabon war zunächst davon ausgegangen, dass es bei dem  Unterstützungsersuchen Probleme geben würde, da sich die portugiesische Regierung 20 Jahre zuvor, als der indische Premier Nehru die portugiesische Kolonie Goa in Indien besetzt hatte und Großbritannien mit Hinweis darauf, dass es sich um ein Land des Commonwealth handele, nicht Partei ergriff, von der Allianz distanziert hatte. Großbritannien konnte erneut die Stützpunkte auf den Azoren nutzen und Portugal musste erleben, wie daraufhin eine aufgebrachte Menge das Büro der portugiesischen Fluglinie TAP in Buenos Aires stürmte.

### Brexit – Nordirlandprotokoll
Im Oktober 2021 eskalierte der Konflikt zwischen der britischen Regierung und der Europäischen Union (EU) über das Nordirland-Protokoll der Vereinbarung über den Austritt des Vereinigten Königreichs aus der EU (Brexit).
Der britische Brexit-Minister David Frost reiste nach Lissabon, um dort den grundsätzlichen Standpunkt der Regierung Johnson öffentlich zu verdeutlichen. Er sagte unter anderem:

„You may wonder why I have come to Portugal to say this. Famously of course, Portugal is our oldest ally, and no British Minister visits Portugal without recalling, and rightly so, the 1386 Treaty of Windsor. But there is more to be said about that old alliance, and in saying it we see something about the present as well as the past. That’s because that alliance rapidly became part of a pattern, one that reflected geography and fundamental interests, and a pattern which is still relevant today.“

„Sie fragen sich vielleicht, warum ich nach Portugal gekommen bin, um dies zu sagen. Portugal ist bekanntlich unser ältester Verbündeter, und kein britischer Minister besucht Portugal, ohne an den Vertrag von Windsor aus dem Jahr 1386 zu erinnern, und das zu Recht. Aber es gibt noch mehr über dieses alte Bündnis zu sagen, und indem wir das sagen, sehen wir etwas über die Gegenwart wie auch über die Vergangenheit. Denn dieses Bündnis wurde schnell Teil eines Musters, eines Musters, das die Geographie und die grundlegenden Interessen widerspiegelt und das auch heute noch relevant ist.“